# Чоконаи Витез, Михай
Михай (Михаил) Чоконаи Витез (венг. Csokonai Vitéz Mihály; 17 ноября 1773, Дебрецен — 28 января 1805[…], Дебрецен) — мадьярский поэт, писатель

 и переводчик, одна из ведущих фигур в венгерском литературном возрождении эпохи Просвещения.

## Биография
Михай Витез родился 17 ноября 1773 года в городе Дебрецене на востоке Венгрии. Его отцом был Йожеф Витез Чоконаи (1747–1786), парикмахер и хирург, а матерью Сара Диосеги (1755–1810), дочь мастера-пивовара Михая Диосеги, женщина, интересовавшаяся венгерской литературой, которая также запомнила некоторые детали из эпоса Иштвана Деньдеши, которые рассказывала детям. 

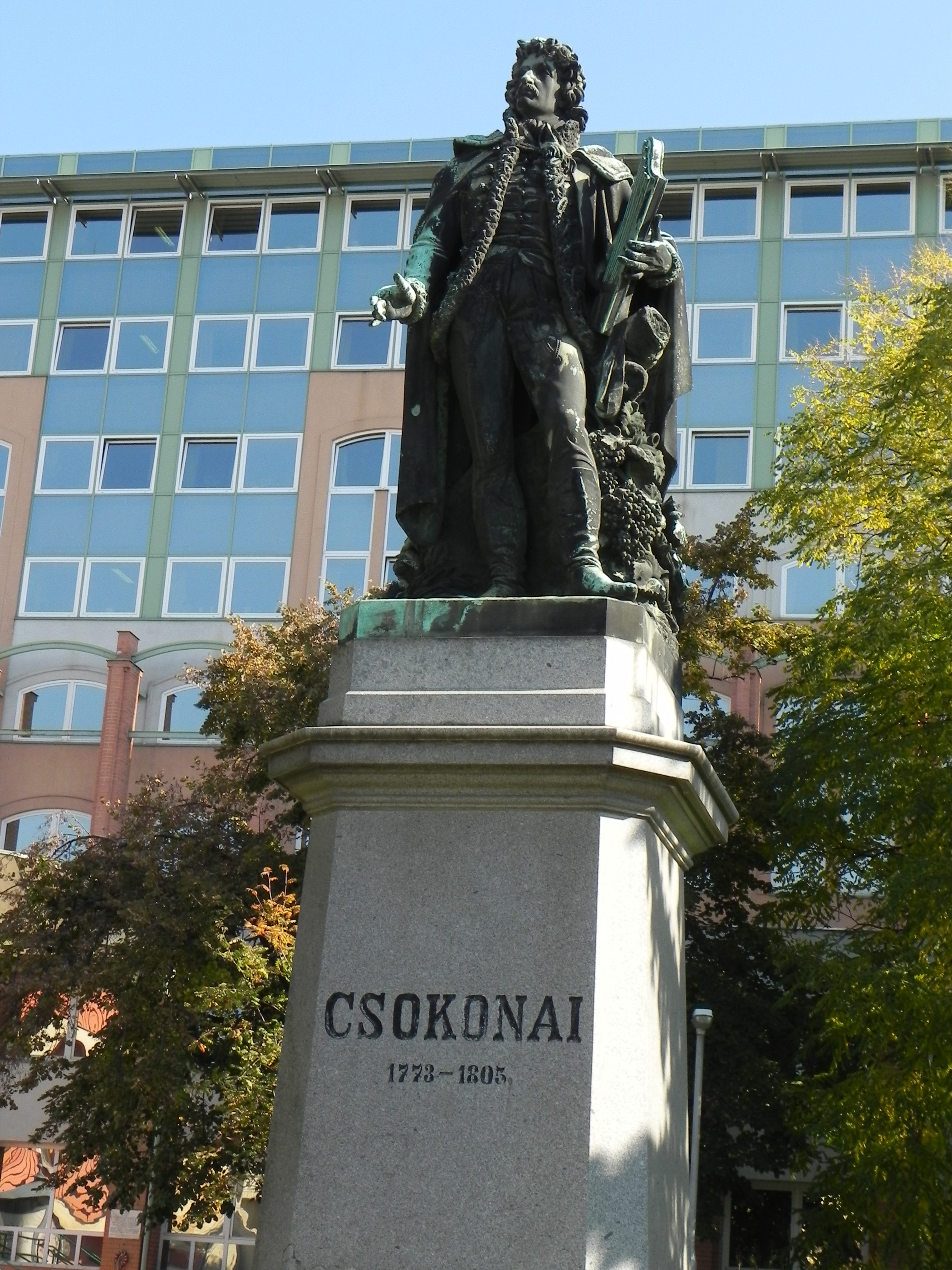
Памятник Чоконаи Витезу в Дебрецене;
скульптор Миклош Ижо

Получив образование в Дебреценском реформатском колледже, Чоконаи был назначен профессором поэзии, будучи ещё очень молодым, его учителя называли его учёным будущего, а также «poeta doctus» и «poeta natus». Однако вскоре он был лишен должности за безнравственное поведение: «трате времени на распитие вина и курение трубки по приглашению сверстников».
Остальные двенадцать лет его короткой жизни прошли в почти постоянном нищете; Михай Чоконаи Витез скончался из-за воспаления лёгких  28 января 1805 года в родном городе, в доме своей матери, в возрасте всего тридцати одного года.
Чоконаи был гениальным и оригинальным поэтом, с чем-то от лирического огня Шандора Петёфи, и написал притворно-героическую поэму под названием «Дороття, или Триумф дам на карнавале», две или три комедии или фарса, ряд любовных романов и стихи. Большинство его работ были опубликованы Шеделем (1844–1847).
В 1903 году в «Энциклопедическом словаре Брокгауза и Ефрона» было сказано, что «Это был лирик в чисто национальном духе; многие из его песен и теперь еще живут в устах народа»
. 
В 1871 году в родном городе благодарными соотечественниками ему был поставлен бронзовый памятник. Кроме того в городе Дебрецене успешно работает Театр имен Чоконаи, который в 2012 году получил статус национального.